# Горица Регодић
Горица Регодић (Нови Сад, 28. септембра 1989) српска је позоришна, телевизијска, филмска и гласовна глумица.

## Биографија
Горица Регодић је рођена у Новом Саду, а студије глуме уписала је на Академији уметности београдског Алфа универзитета. Неке од првих улога остварила је у краткометражним филмовима Сусрет из 2011. и Интензивни ударац у главу из 2012. године, у којима је тумачима ликове девојака проблематичног понашања. Касније јој је додељен лик Жике у серији Ургентни центар, која представља обраду истоимене америчке серије, док је мању улогу забележила и у серији Синђелићи. Своју прву запаженију ролу одиграла је у кинематографском остварењу Поред мене из 2015. године, где се појављује у улози готичарке Исидоре.
Дипломирала је у класи професорке Мирјане Карановић, док је током студија глумила још у омнибус филму Психо-сеанса, односно првом редитељском остварењу Николе Која, под називом Стадо.
Крајем 2017, Горица Регодић се појавила у документарном пројекту Сандре Силађев, Ријалити у инвалидским колицима, док је нешто касније режисер Стеван Филиповић најавио њено учешће у снимању наставка филма Поред мене, који носи назив Поред нас.

## Улоге

### Позоришне представе
| Представа            | Улога   | Текст                                 | Драматургија                    | Режија                          | Позориште                     | Премијера          |
| -------------------- | ------- | ------------------------------------- | ------------------------------- | ------------------------------- | ----------------------------- | ------------------ |
| Одлазни терминал     |         | Јелена Палигорић                      | Јелена Палигорић                | Теа Пухарић                     | УК „Вук Стефановић Караџић“   | 28. новембар 2015. |
| Драги тата           |         | Миња Богавац                          | Миња Богавац                    | Мирјана Карановић               | Дечји културни центар Београд | 4. април 2016.     |
| Диско свиње          | Прцољак | Енда Волш                             | Енда Волш                       | Мирјана Карановић               | Битеф театар                  | 22. април 2016.    |
| Уједињење или смрт   |         | према стенограму Подгоричке скупштине | Јелена Богавац, Ненад Тодоровић | Јелена Богавац, Ненад Тодоровић | Покрајинско народно позориште | 15. новембар 2016. |
| (Не)радно време      |         | Харолд Пинтер                         | Никола Исаковић                 | Никола Исаковић                 |                               | 7. март 2017.      |
| Венера у крзну       | Ванда   | Леополд фон Захер-Мазох               | Наташа Радуловић                | Наташа Радуловић                | Дорћол плац                   | 22. јун 2017.      |
| Шуге                 |         | Магдалена Крижак                      | Магдалена Крижак                | Теа Пухарић                     | Културни центар „Барака“      | 8. јун 2018.       |
| Београдска трилогија | Алена   | Биљана Србљановић                     | Биљана Србљановић               | Мирјана Карановић               | Дорћол плац                   | 31. јануар 2019.   |
| М.И.Р.А.             |         |                                       | Ведрана Божиновић               | Андраш Урбан                    | Битеф театар                  | 3. март 2019.      |

### Филмографија
| Год.    | Назив                           | Улога                 |
| ------- | ------------------------------- | --------------------- |
| 2010-е▲ |                                 |                       |
| 2011.   | Сусрет (кратки филм)            | наркоманка у купатилу |
| 2012.   | Интензивни ударац у главу       | проститутка           |
| 2014—   | Ургентни центар (серија)        | Жика                  |
| 2015.   | Поред мене                      | Исидора               |
| 2015.   | Психо-сеанса                    |                       |
| 2016.   | Синђелићи (серија)              | медицинска сестра     |
| 2016.   | Фанатик (кратки филм)           | Тамарина сестра       |
| 2016.   | Драги тата (кратки филм)        | Мали                  |
| 2016.   | Стадо                           | организаторка         |
| 2017.   | Грофов мотел (серија)           | Ана                   |
| 2017.   | Ријалити у инвалидским колицима |                       |
| 2018.   | Who Is My Husband               | рецепционерка         |
| 2018.   | Стадо (серија)                  | организаторка         |
| 2020-е▲ |                                 |                       |
| 2021.   | Дрим тим (серија)               | Словенка              |
| 2021.   | Радио Милева (серија)           | Гига                  |
| 2021.   | Вампир                          | Весна                 |
| 2021.   | Поред тебе                      | Исидора               |
| 2021.   | Поред нас                       | Исидора               |
| 2022.   | Господари пакла                 | The Mother            |

### Синхронизације
| Година | Назив | Улога            | Студио         |
| ------ | ----- | ---------------- | -------------- |
| 2017.  | Коко  | Контрола путника | Ливада Београд |

## Спотови
- Антихепи — Микри Маус и Бвана из Лагуне (2017)[28]